# Roma (Teksas)
Roma je grad u američkoj saveznoj državi Teksas. Prema popisu stanovništva iz 2010. u njemu je živjelo 9.765 stanovnika.